# Hirokazu Jasuhara
Hirokazu Jasuhara (japonsky 安原広和; * 12. října 1965) je japonský návrhář videoher a druhý viceprezident Sonic Teamu.

## Kariéra
Navrhl gameplay a levely většiny prvních videoher série Sonic the Hedgehog pro Sega Mega Drive na základě technických dem a enginu naprogramovanému Júdžim Nakou (中 裕司) a postav navržených Naotem Óšimou (大島 直人). Přestože Jasuhara a Óšima zastávali klíčové tvůrčí role, byl to programátor Naka, který byl mainstreamovým herním tiskem označen za tvůrce Sonica. Jasuhara zůstal u značky do roku 1994, ačkoliv ještě pracoval na Sonic 3D Blast v roce 1995, Sonic Xtreme v roce 1996 a Sonic R v roce 1997 a zůstal u Sonic Teamu do roku 2002. Pak se připojil k týmu Naughty Dog, kde pracoval na sériích Jak and Daxter a Uncharted, zde se opět setkal s bývalým zaměstnancem Segy Markem Cernym, který byl vedoucím designu ve společnosti Namco Bandai Games America. V dubnu 2012 se Jasuhara připojil ke společnosti Nintendo, kde přijal místo v jeho vývojářském týmu Nintendo Software Technology.